# Port lotniczy Hangzhou-Xiaoshan
Port lotniczy Hangzhou-Xiaoshan (IATA: HGH, ICAO: ZSHC) – międzynarodowy port lotniczy położony 27 km od centrum Hangzhou, w prowincji Zhejiang, w Chinach.

## Linie lotnicze i połączenia
| Linia Lotnicza            | Kierunek |
| ------------------------- | --- |
| 9 Air                     | 1. Guangzhou |
| AirAsia                   | 1. Kota Kinabalu |
| AirAsia X                 | 1. Kuala Lumpur |
| Air China                 | 1. Bangkok-Suvarnabhumi 2. Pekin 3. Pekin-Daxing 4. Changchun 5. Chengdu-Shuangliu 6. Chengdu-Tianfu 7. Chongqing 8. Daqing 9. Dubaj 10. Guangyuan 11. Guangzhou 12. Guiyang 13. Haikou 14. Harbin 15. Hohhot 16. Hongkong 17. Jieyang 18. Karamay 19. Korla 20. Kunming 21. Lanzhou 22. Lijiang 23. Ordos 24. Osaka-Kansai 25. Phuket 26. Rzym-Fiumicino 27. Seul-Inczon 28. Shenzhen 29. Tajpej-Taoyuan 30. Tiencin 31. Tokio-Narita 32. Ulanqab 33. Urumczi 34. Weihai 35. Xi’an 36. Xining 37. Yantai 38. Yinchuan 39. Yuncheng 40. Zhanjiang 41. Zhengzhou |
| Air Macau                 | 1. Makau |
| All Nippon Airways        | 1. Tokio-Narita |
| Asiana Airlines           | 1. Seul-Inczon |
| Beijing Capital Airlines  | 1. Ankang 2. Bangkok-Suvarnabhumi 3. Pekin-Daxing 4. Chengdu-Shuangliu 5. Chongqing 6. Enshi 7. Guangzhou 8. Guilin 9. Guiyang 10. Haikou 11. Harbin 12. Jeju 13. Korla 14. Kunming 15. Lijiang 16. Lizbona 17. Madryt 18. Melbourne 19. Moskwa-Szeremietiewo 20. Nanning 21. Osaka-Kansai 22. Qingdao 23. Sanya 24. Tangshan 25. Urumczi 26. Xi’an 27. Xishuangbanna 28. Yichang 29. Yinchuan 30. Zhengzhou |
| Cambodia Angkor Air       | 1. Phnom Penh |
| Cathay Pacific            | 1. Hongkong |
| Chengdu Airlines          | 1. Chengdu-Shuangliu 2. Dalian 3. Haikou |
| China Eastern Airlines    | 1. Auckland 2. Pekin-Daxing 3. Changchun 4. Chengdu-Shuangliu 5. Chengdu-Tianfu 6. Dali 7. Datong 8. Guangzhou 9. Guiyang 10. Hongkong 11. Jiamusi 12. Jinggangshan 13. Kuala Lumpur 14. Kunming 15. Lanzhou 16. Linyi 17. Mudanjiang 18. Qingdao 19. Seul-Inczon 20. Shenzhen 21. Singapur 22. Sydney 23. Taiyuan 24. Wuhan 25. Xi’an 26. Xinyang 27. Xishuangbanna 28. Yanji 29. Yantai |
| China Express Airlines    | 1. Baotou 2. Changzhi 3. Chongqing 4. Shiyan 5. Xi’an |
| China Southern Airlines   | 1. Aksu 2. Pekin-Daxing 3. Changchun 4. Dalian 5. Guangzhou 6. Guiyang 7. Haikou 8. Harbin 9. Jieyang 10. Lanzhou 11. Meixian 12. Nanning 13. Sanya 14. Shenyang 15. Shenzhen 16. Urumczi 17. Wuhan 18. Zhengzhou 19. Zhuhai |
| China United Airlines     | 1. Pekin-Daxing |
| Chongqing Airlines        | 1. Chongqing 2. Guiyang |
| Colorful Guizhou Airlines | 1. Guiyang |
| Dalian Airlines           | 1. Dalian |
| Donghai Airlines          | 1. Haikou 2. Shenzhen 3. Zhuhai |
| EgyptAir                  | 1. Kair |
| EVA Air                   | 1. Tajpej-Taoyuan |
| Hainan Airlines           | 1. Pekin 2. Changsha 3. Chongqing 4. Dalian 5. Dongying 6. Guangzhou 7. Haikou 8. Hanzhong 9. Harbin 10. Hengyang 11. Nanyang 12. Qinhuangdao 13. Sanya 14. Sapporo-Chitose 15. Shenyang 16. Shenzhen 17. Taiyuan 18. Tongliao 19. Urumczi 20. Wuhai 21. Xi’an 22. Yichang 23. Zhengzhou 24. Zhuhai |
| Hebei Airlines            | 1. Changchun 2. Chengde 3. Guiyang 4. Hohhot 5. Quanzhou 6. Shijiazhuang 7. Zhangjiakou |
| Hong Kong Airlines        | 1. Hongkong |
| Jiangxi Air               | 1. Shenyang |
| Juneyao Airlines          | 1. Changchun 2. Chifeng 3. Guiyang 4. Harbin 5. Huai’an 6. Huizhou 7. Kunming 8. Linfen 9. Qingdao |
| Kunming Airlines          | 1. Kunming 2. Mang |
| Loong Air                 | 1. Aksu 2. Aral 3. Bangkok-Suvarnabhumi 4. Pekin 5. Bijie 6. Baishan 7. Changchun 8. Changsha 9. Chengdu-Shuangliu 10. Chengdu-Tianfu 11. Chongqing 12. Dalian 13. Dazhou 14. Delingha 15. Dongying 16. Enshi 17. Guangzhou 18. Guiyang 19. Haikou 20. Handan 21. Harbin 22. Heze 23. Hongkong 24. Zhijiang 25. Jeju 26. Jingzhou 27. Jixi 28. Kaszgar 29. Korla 30. Kuala Lumpur 31. Lanzhou 32. Lijiang 33. Linyi 34. Lüliang 35. Muan 36. Nanning 37. Osaka-Kansai 38. Qingyang 39. Rizhao 40. Sanya 41. Shenyang 42. Shenzhen 43. Tonghua 44. Tumxuk 45. Ulanhot 46. Urumczi 47. Weifang 48. Weihai 49. Wuhan 50. Xi’an 51. Xiangyang 52. Xining 53. Xishuangbanna 54. Yantai 55. Yinchuan 56. Yulin (Kuangsi) 57. Zhengzhou 58. Zhuhai 59. Zunyi |
| Lucky Air                 | 1. Ganzhou 2. Haikou 3. Kunming 4. Lijiang |
| Okay Airways              | 1. Harbin 2. Sanya 3. Shizuoka 4. Tiencin 5. Tongren 6. Xingyi 7. Xishuangbanna |
| Qatar Airways             | 1. Doha |
| Royal Brunei Airlines     | 1. Bandar Seri Begawan |
| Ruili Airlines            | 1. Kunming |
| Scoot                     | 1. Singapur |
| Shandong Airlines         | 1. Pekin 2. Guilin 3. Qingdao 4. Taiyuan 5. Urumczi 6. Xiamen 7. Yantai 8. Yinchuan 9. Zhuhai |
| Shanghai Airlines         | 1. Guangzhou 2. Zhengzhou |
| Shenzhen Airlines         | 1. Guangzhou 2. Shenzhen 3. Yuncheng |
| Sichuan Airlines          | 1. Changchun 2. Chengdu-Shuangliu 3. Chengdu-Tianfu 4. Chongqing 5. Dunhuang 6. Guangzhou 7. Guiyang 8. Harbin 9. Kunming 10. Lanzhou 11. Lhasa 12. Luzhou 13. Mianyang 14. Nanning 15. Urumczi 16. Xishuangbanna 17. Yibin 18. Zhaotong |
| Spring Airlines           | 1. Jeju 2. Jieyang 3. Lanzhou 4. Linyi 5. Seul-Inczon 6. Shenyang 7. Shijiazhuang |
| Suparna Airlines          | 1. Changchun 2. Shenzhen |
| Thai AirAsia              | 1. Bangkok-Don Muang 2. Chiang Mai |
| Thai Lion Air             | 1. Bangkok-Don Muang |
| Thai VietJet Air          | 1. Bangkok-Suvarnabhumi |
| Tianjin Airlines          | 1. Chengdu-Tianfu 2. Chongqing 3. Guiyang 4. Haikou 5. Tiencin 6. Urumczi |
| Tibet Airlines            | 1. Chengdu-Shuangliu 2. Dali 3. Lhasa 4. Luzhou 5. Xi’an 6. Yibin |
| Urumqi Air                | 1. Longnan 2. Qingyang 3. Urumczi |
| Uzbekistan Airways        | 1. Taszkent |
| VietJet Air               | 1. Đà Nẵng 2. Nha Trang Sezonowe czartery: 1. Phú Quốc |
| Vietnam Airlines          | 1. Đà Nẵng Sezonowo: 1. Nha Trang |
| West Air                  | 1. Chongqing |
| Xiamen Air                | 1. Beihai 2. Pekin-Daxing 3. Changchun 4. Changsha 5. Chengdu-Tianfu 6. Chongqing 7. Dalian 8. Guangzhou 9. Guilin 10. Guiyang 11. Haikou 12. Harbin 13. Hohhot 14. Hongkong 15. Kunming 16. Lanzhou 17. Liuzhou 18. Luoyang 19. Makau 20. Nagoja-Centrair 21. Nanning 22. Osaka-Kansai 23. Qingdao 24. Quanzhou 25. Sanya 26. Shenyang 27. Shenzhen 28. Singapur 29. Tajpej-Taoyuan 30. Taiyuan 31. Tiencin 32. Urumczi 33. Wuhan 34. Xiamen 35. Xi’an 36. Xining 37. Yinchuan 38. Zhengzhou 39. Zhuhai 40. Zunyi |